# Tablazón
En náutica, la tablazón es el conjunto de tablas que forman las cubiertas y cubren los laterales. 
En la nave, hay tablazón interior, que es el forro o conjunto de tablas que se ponen por dentro en el navío, y las que se ponen por fuera se llaman tablazón exterior. Cada orden de tablas se llama hilada y en las hiladas de tablas interiores están las que llaman palmejares y sirven para remendar el casco y las que llaman durmientes en las cuales se apoyan las cabezas de los baos de las cubiertas y también fortifican el casco. En las hiladas de tablas exteriores las más notables son las que llaman cintas. 